# Darivka, Skadovsk
Darivka (în ucraineană Дарівка) este un sat în comuna Tarasivka din raionul Skadovsk, regiunea Herson, Ucraina.

## Demografie
Componența lingvistică a localității Darivka
     Ucraineană (89%)
     Rusă (11%)
Conform recensământului din 2001, majoritatea populației localității Darivka era vorbitoare de ucraineană (89%), existând în minoritate și vorbitori de rusă (11%).